# 谷島正之
谷島 正之（たにしま まさゆき、1967年4月24日 - ）は、日本の映画プロデューサー。アスミック・エース所属、映像事業本部・映像事業部・副部長。 

## プロフィール
1991年、専修大学経済学部経済学科、卒業。
在学中は、マスメディア研究愛好会に所属し、8mmフィルム映画や同人誌製作を行う。89年から、日本全国の大学の約150の映画研究会が加盟している学生映像連盟シネック（1978年発足）の活動に参加。第12代（1990年）の代表を務める。その活動の中で知り合った映画プロデューサー・原正人に師事し、彼が社長を務めるヘラルド・エース株式会社で、90年9月よりアルバイト勤務を行い、91年に入社。入社当時は、単館アートシアターの草分け的存在として、同年『ニューシネマ・パラダイス』(88)が大ロングランを記録し、一時代を築いていた。その一方で、最も感銘を受けたのは、同社のもう一つの柱である日本映画製作においてだった。特に実相寺昭雄監督の『歌麿・夢と知りせば』（77）や黒澤明監督の『乱』（85）等に見られる独特の着眼点や、それを創り出す機能やクリエイティビティに感化され、入社した。
その後、エース・ピクチャーズ、アスミック・エース・エンタテインメントと、会社形態が変わり、現アスミック・エース(J:COM傘下)に所属中。

### 宣伝業務
1991年にアスミック・エースに入社し、宣伝部に配属された。初年度はインドネシア映画『チュッ・ニャ・ディン』を皮切りに、ニール・ジョーダン監督作『スターダスト』、アンジェイ・ワイダ監督作『コルチャック先生』、ジュネ＆キャロ監督作『デリカテッセン』、ピーター・グリーナウェイ監督作『プロスペローの本』など、ヨーロッパ映画中心のラインナップと共に、恩地日出夫監督作『四万十川』、熊井啓監督作『ひかりごけ』など、洋邦問わず、宣伝業務に従事。

#### 主な宣伝作品
- 1992年 
  - インドシナ
- 1993年 
  - めぐり逢う朝
  - オーソン・ウェルズのオセロ
  - レザボア・ドッグス
  - ウェディング・バンケット
  - 可愛いだけじゃダメかしら
- 1994年 
  - 林檎の木
  - イヴォンヌの香り
- 1995年  
  - 恋人たちの食卓
  - Undo
- 1996年   
  - 明日を夢見て
  - ロスト・チルドレン
  - スワロウテイル
  - 花の影
- 1997年   
  - バスキア
  - P・グリーナウェイの枕草子
- 1998年  
  - 不夜城
- 1999年   
  - アイ ウォント ユー
- 2000年  
  - 雨あがる
- 2001年   
  - 蝶の舌
  - テルミン
- 2002年   
  - バーバー
  - ドニー・ダーコ

#### 主な宣伝プロデューサー作品
1992年、『地獄の黙示録』のドキュメンタリー映画『ハート・オブ・ダークネス／コッポラの黙示録』で、初めて宣伝プロデューサーとして全体プランニングを手掛ける。1993年、アメリカ・ユタ州でロバート・レッドフォードが主催する「サンダンス映画祭」に参加、洋画買付けを経験。そのフランス映画『カルネ』により、翌1994年宣伝プロデューサーを務め公開、当時のレイトショー映画の興行記録を樹立。
- 1994年   
  - ミナ
  - みんな〜やってるか!
- 1995年   
  - 愛の報酬／シャベール大佐の帰還
  - 私立探偵濱マイク／罠
- 1996年   
  - クリーン,シェーブン
- 1997年   
  - ノーマ・ジーンとマリリン
- 1998年   
  - オスカー・ワイルド
  - ミミ
  - ドレス
  - ザ・ブレイク
- 1999年   
  - オフィスキラー
  - 海の上のピアニスト
- 2000年   
  - ミュージック・オブ・ハート
  - カノン
  - 恋の骨折り損
- 2001年   
  - 楽園をください
  - 幼なじみ
  - 耳に残るは君の歌声
- 2002年   
  - ザ・リング
- 2003年   
  - ピノッキオ
  - 茄子 アンダルシアの夏
  - スパイキッズ3-D:ゲームオーバー
  - ミシェル・ヴァイヨン
- 2004年   
  - 花咲ける騎士道
  - ソウ
  - 約三十の嘘
- 2005年   
  - ザ・リング2
- 2006年   
  - アンジェラ
  - ソウ3
- 2012年   
  - のぼうの城

### 製作業務
2005年より、宣伝プロデューサーと共に製作を兼ねる。同年、源孝志監督作『大停電の夜に』で、企画の段階から参加し、アソシエート・プロデューサーとして、企画・製作・宣伝を行った。
2006年、製作部に異動し、製作アソシエイトチームの統括として、社内外の製作作品の企画に携わる。共同プロデューサーを務めたアメリカ・日本・カナダ合作のホラーオムニバス映画『デス・ルーム』（TRAPPED ASHES/日本未公開/国内ビデオ発売作）は、ジョー・ダンテ、モンテ・ヘルマン（第三話「キューブリックの恋人」）、ショーン・Ｓ・カニンガム（第二話「日本の縛霊」）というジャンル映画系ベテラン監督たちが大挙参加し、日本ロケ(伊豆・修善寺)も敢行。中でも第一話「豊胸死術の女」を担当したケン・ラッセル監督の遺作映画となった。
2007年、蜷川実花監督デビュー作『さくらん』を、製作・宣伝の両面から参加。
2008年、小泉堯史監督作『明日への遺言』で、プロデューサー・アシスタント、犬童一心監督作『グーグーだって猫である』で、共同プロデューサーを務める。
2011年、福島県いわき市のフラガールたちの震災後の姿を追ったドキュメンタリー作品『がんばっぺ、フラガール！～フクシマに生きる。彼女たちのいま～』で、共同プロデューサー。
2012年、蜷川実花監督二作目となる『ヘルタースケルター』（蜷川実花監督）も、『さくらん』同様、製作・宣伝の両面から参加。

### プロデューサー業務
2007年、角川モバイルというプラットフォームとのコラボレーションにより、『きまぐれロボット』（07/辻川幸一郎監督）を製作。本作は配信映画の先駆けとして、第13回AMDアワード「優秀賞」を受賞。また星新一原作の実写初作品としても脚光を浴びた。
2008年、ベストセラー小説の映画化『西の魔女が死んだ』（長崎俊一監督）で、長編映画初プロデュース。
2009年、3D実写長編作『戦慄迷宮3D』（清水崇監督）。本作は、日本はもとよりアジア圏における初のデジタル3D実写長編映画であると共に、『アバター』よりも2か月前に公開（2009年10月17日日本公開）し話題となる。本作は同年の第66回ヴェネチア国際映画祭に新設された「3D部門」で、5分間の3Dフッテージ特別上映を行い、翌10年、同映画祭・特別招待作品としてインターナショナル・ヴァージョンにて上映された。
2009年、日本映画にして全編英語（日本公開時は日本語字幕スーパー対応）作品『鉄男 THE BULLET MAN』（塚本晋也監督）を世界マーケットを視野に入れ製作。09年「Comic-Con2009」（米サンディエゴ）にて全世界同時製作発表（7月23日）を行い、次ぐ第66回ヴェネチア国際映画祭「コンペティション部門」正式出品を果たし、ワールド・プレミア（9月6日）を行った。その後、第42回スペイン・シッチェス・カタロニア国際映画祭に出品し「名誉賞」受賞（10月7日）、第14回釜山国際映画祭・正式出品によりアジア・プレミア（4月11日）、翌10年、第9回ニューヨーク・トライベッカ映画祭・正式出品により北米プレミアを果たす（4月25日）。
2010年、清水崇監督の3D作品第二弾『ラビット・ホラー3D』（清水崇監督）を製作し、撮影監督にクリストファー・ドイルを招聘(撮影補:福本淳/3D撮影監督:宇井忠幸)。11年、第68回ヴェネチア国際映画祭・特別招待作品としてワールドプレミア上映（9月11日）。
2014年、壇蜜・初主演による連続TVドラマ『アラサーちゃん 無修正』（TX系金曜深夜）の企画を担当。同年、キティちゃんでお馴染みのサンリオとのコラボレーションにより極彩色3Dミュージカル・ファンタジー映画『くるみ割り人形』を製作。アーティストの増田セバスチャン監督デビュー作。78年に製作されたサンリオの“アナログ人形映画”のフッテージを元に、デジタル技術により、まったく違った作品に作り変えるという試みを行った。
2015年、園子温監督による『リアル鬼ごっこ』を第19回モントリオール・ファンタジア国際映画祭・コンペティション部門へ正式出品し、「最優秀作品賞」「最優秀女優賞」「審査員特別賞」の主要3部門受賞。続いてスペイン・マラガ・ファンタスティック映画祭で「最優秀作品賞」「特殊効果賞」をＷ受賞。
園版と同時に、配信オリジナル・スリラードラマとして「リアル鬼ごっこ」のエピソード0に迫る『リアル鬼ごっこ　ライジング』を新進気鋭の同年代若手監督、大畑創（エピソード1『佐藤さんを探せ！』）、内藤瑛亮（エピソード2『佐藤さんの逃走！』）、朝倉加葉子（エピソード3『佐藤さんの正体！』）と製作。
同年、GYAO！初のオリジナル配信ドラマ『女子の事件は、大抵トイレで起こるのだ。』を、『凶悪』の白石和彌監督、リアル女子演劇で話題となった根本宗子脚本で製作。本作は、全13話による配信版（各13分）と共に、劇場版として2部作【前編：入る？】（71分）、【後編：出る！】（61分）の劇場公開も行い、新宿ピカデリーの記録「7日間連続舞台挨拶・連日完売」を主演女優の蒼波純が樹立。
過去の作品を4Kリマスター化する技術作業もプロデュース。2015年、フィルム撮影作である『さくらん』、『博士の愛した数式』の4K版を、オリジナル・ポジから製作。2016年、2005年から2006年に製作され放送されたTVアニメーション『ハチミツとクローバー』（羽海野チカ原作）の全36話+未放映2話の4K版を企画・製作し、2016年12月21日、4Kリマスタリング版による初ブルーレイ発売。
2016年、大友啓史監督との6年越しの企画・製作作品『3月のライオン』（羽海野チカ原作、白泉社）の「2部作」撮影を3月26日から7月10日まで行う。公開は東宝とアスミック・エースの共同配給により2017年【前編】3月18日、【後編】4月22日より公開。

#### 主なプロデューサー作品
- 2004年
  - 約三十のゴンゾウの嘘（渋谷和行監督）- 企画・プロデュース
- 2005年
  - 大停電の夜に（源孝志監督） - アソシエート・プロデューサー
  - 大停電の夜に〜ナイト・オン・クリスマス（日向朝子監督） - 企画プロデューサー
- 2006年
  - デス・ルーム（ジョー・ダンテ / ケン・ラッセル監督他） - 共同プロデューサー
- 2007年
  - きまぐれロボット（辻川幸一郎監督） - 企画・プロデュース
  - さくらん（蜷川実花監督） - アソシエート・プロデューサー
- 2008年
  - 西の魔女が死んだ（長崎俊一監督） - プロデューサー
  - 明日への遺言（小泉堯史監督)  - プロデューサー・アシスタント
  - グーグーだって猫である（犬童一心監督） - 共同プロデューサー
- 2009年
  - 戦慄迷宮3D（清水崇監督） - プロデューサー
  - 鉄男 THE BULLET MAN（塚本晋也監督） - プロデューサー
- 2011年
  - ラビット・ホラー3D（清水崇監督） - プロデューサー
  - がんばっぺ、フラガール！フクシマに生きる。彼女たちのいま（小林正樹監督） - 共同プロデューサー
- 2012年
  - ヘルタースケルター（蜷川実花監督） - アソシエート・プロデューサー
- 2014年
  - アラサーちゃん 無修正（テレビドラマ)  -  企画
  - くるみ割り人形（増田セバスチャン監督） - プロデューサー
- 2015年
  - リアル鬼ごっこ（園子温監督） - プロデューサー
  - リアル鬼ごっこ ライジング（大畑創 / 内藤瑛亮 / 朝倉加葉子監督） - 企画・プロデュース
  - 女子の事件は大抵、トイレで起こるのだ。（GYAO!配信版&映画版/白石和彌監督） - プロデューサー
  - さくらん【4K版】（07/15） - 4K化プロデューサー
  - 博士の愛した数式【4K版】（06/15)  - 4K化プロデューサー
- 2016年
  - ハチミツとクローバー【4K版】（アニメーション  05~06/16)  - 4K化プロデューサー
- 2017年
  - 3月のライオン【前編】【後編】（大友啓史監督） - プロデューサー
  - 愛のむきだし【最長版 ザ・テレビショー】（園子温監督） - 企画プロデュース
- 2018年
  - アストラル・アブノーマル鈴木さん  (YouTube版&映画版/大野大輔監督)  - 企画
  - 放課後ソーダ日和  (YouTube版&映画版/枝優花監督)  - 企画
  - ねこホスト  (YouTube独占コンテンツ/寺内康太郎監督)  - 企画
- 2019年
  - セレクト女子~優柔不断な私にドロップキック~  (YouTube独占コンテンツ/鳥居康剛監督)  - 企画
  - 麻雀放浪記2020  (白石和彌監督)  - プロデューサー
- 2020年
  - ゾッキ（竹中直人・山田孝之・齋藤工監督/2021年公開）- 企画

## 著作
- 「3D世紀／驚異！立体映画の100年と映像新世紀[4]」（ボーン・デジタル刊／共著）
700本を超える古今東西の3D作品と、800点を超える3D映画ポスタービジュアルにより、あらゆる3D映像に関する事を「歴史」「製作」「技術」という3つの側面から完全網羅した650ページに及ぶ書籍。
日本はもとより世界的にも著名な3D映画・技術評論家の大口孝之が3D映像・映画の「歴史」を400ページ、映像会社IMAGICAに所属する3Dスーパーバイザー灰原光晴が3D映像「技術」に関して50ページを執筆。谷島正之が3D映像「製作」という側面から、“新世紀3D元年”と言わる2009年、アジア圏初のデジタル3D実写長編映画が、どのように発想され、企画され、製作されたのか？という映画製作の裏側と、究極の体感映画とは何かについて200ページを執筆。2Dを超えるリアルな世界、その映像創造の神秘と楽しさを書き記す。

- 「デジタル時代の映像クリエイター[5]」（キネマ旬報ムック／キネマ旬報映画総合研究所・編／キネマ旬報社刊／2011年7月11日発売）
3D映画、携帯ムービー、デジタル上映、SNS・・・映像コンテンツ変革の新時代に“勝ち抜くヒント”が満載！（書籍帯より）
2009年9月から開催された映画プロデューサー&プロデューサー養成講座の講義を採録したものや、本書の為に書き下ろしたもので構成されている。（中略）様々なジャンルのクリエイターが、デジタル時代における、それぞれの創作活動について語っている。クリエイター、プロデューサーを志す方々のサジェスチョンになることを願っている（本書「はじめに」より）
行定勲監督（第2章「映画監督が作った携帯ムービー」）、FROGMAN（第3章「フラッシュ・アニメ『鷹の爪』が成功するまで」）などが参加しているムック本。第8章「日本初3Dとアナログ威力の体感映画企画」の23ページを採録&執筆。章題の様に、『戦慄迷宮3D』と『鉄男 THE BULLET MAN』の企画・製作について書き記す。